# سیسیل کانینگهام
سیسیل کانینگهام (انگلیسی: Cecil Cunningham؛ ‏ ۲ اوت ۱۸۸۸ – ۱۷ آوریل ۱۹۵۹) بازیگر اهل ایالات متحده آمریکا بود.
از فیلم‌های وی می‌توان به تو و من، از این طرف لطفاً و دختر شانگهای اشاره نمود.